# Deirdre McCloskey
Deirdre Nansen McCloskey, född 11 september 1942 i Ann Arbor, Michigan, är en amerikansk nationalekonom, akademiker och författare. Under sin yrkesverksamma karriär var hon professor i ämnen som nationalekonomi, engelska, historia och kommunikation, bland annat vid University of Chicago. Hon har även verkat som professor vid Erasmusuniversitetet i Rotterdam.
Flera av hennes verk har givits ut på svenska av Timbro förlag. Av Magasinet Neo har hon kallats för "en av borgerlighetens stora intellektuella". Hon är hedersdoktor vid bland annat handelshögskolan vid Göteborgs universitet och högskolan i Jönköping.

## Biografi
McCloskey föddes som Donald McCloskey 1942. Hennes fader var den politiska historikern Robert G. McCloskey, och hennes moder poeten  Helen Stueland. Hon studerade nationalekonomi på kandidat- och masternivå vid Harvarduniversitetet, och skrev en avhandling om brittiskt järn och stål, handledd av Alexander Gerschenkron.
1968 började hon undervisa i nationalekonomi vid Chicagouniversitetet, där hon kom att verka i 12 år. 1975 blev hon motsvarande docent, och 1979 även i historia. Därefter studerade hon under flera år retorik, även i relation till nationalekonomi. Sammantaget har hon skrivit 16 böcker och mer än 400 artiklar, inom en rad olika akademiska fält.
Några av McCloskeys verk finns översatta till svenska, bland annat av Isobel Hadley-Kamptz, och utgivna av Timbro förlag. Aktuella texter av McCloskey publiceras av och till i Svensk Tidskrift. Av Magasinet Neo har hon kallats "en av borgerlighetens stora intellektuella". 2007 blev hon hedersdoktor vid Handelshögskolan vid Göteborgs universitet. 2012 blev hon även hedersdoktor vid Högskolan i Jönköping.
Under de första årtiondena av sin karriär verkade McCloskey under namnet Donald. 1995 påbörjade McCloskey processen att korrigera kön från man till kvinna.